# Водоватов, Александр Павлович
Александр Павлович Водоватов (Фрунзе, Киргизская ССР) — советский спортсмен (гребля на байдарках), заслуженный мастер спорта СССР (1982), одиннадцатикратный чемпион СССР, двукратный чемпион мира.
После завершения карьеры занимался бизнесом.
С 2004 года возглавляет федерацию гребного спорта Кыргызской Республики.